# 경영정보학
경영정보학(經營情報學, Business Administration and Information)은 컴퓨터 및 컴퓨터를 사용한 통신 기술을 어떻게 기업의 경영을 위하여 효율적이고 효과적으로 활용하는가를 연구하는 분야이다.

## 개요
경영정보학은 컴퓨터가 발전하면서 이를 기반을 둔 정보시스템으로 발전하였다. 조직체에서 제품, 서비스를 생산, 제공하고, 조직을 관리하는 데 있어서 없어서는 안 될 중요한 부분이 되었다. 또한 정보기술, 정보시스템 전략은 조직 전략에 있어서 중요한 부분이며 정보시스템은 조직체의 모든 수준에 있어서 문제의 파악, 분석, 의사결정에 있어서 필수적이다.
학문 분야로서의 경영정보학은 주로 미국에서 기업체들이 정보처리를 위하여 처음으로 컴퓨터를 사용한 지 몇 년 후인, 1960년대에 시작되었다. 조직체들이 정보기술을 운영 과정, 의사결정, 경쟁력 확보 전략에 활용하게 됨에 따라서 경영정보학도 그 범위와 깊이에 있어서 성장하게 되었다.
미국에서는 경영정보학을 Management Information Systems, Business Information Systems, Computer Information Systems, Information Management 등으로 지칭한다. 학문 분야로서 경영정보학은 크게 다음과 같이 두 가지 영역을 포함한다.
첫째, 정보시스템 기능 면에서 정보기술 자원과 서비스의 획득, 배치, 관리를 다루는 부문이다.
둘째는 시스템 개발 면에서 조직 프로세스에서 사용하기 위한 하부구조 및 시스템의 개발과 운영을 다루는 부문이다.
경영정보학은 그 맥락이 경영학에 기반을 두고 있기 때문에 작업이 수행되는 영역, 해결해야 할 문제의 유형, 설계하고 관리되어야 할 시스템의 유형, 그리고 기술을 사용하는 방법에 있어서 컴퓨터의 정보와는 상당한 차이점이 있다. 즉, 경영정보학은 조직의 사명, 목표들을 달성하기 위하여 정보기술을 응용하는 것에 중점을 둔다. 그러나 경영정보학과 컴퓨터 과학은 서로 다른 분야이지만, 두 분야가 기술적인 지식의 일부를 공유한다.

## 여러 가지 MIS
- 거래 처리 시스템(TPS:Transaction Processing System)
- 의사결정지원시스템(DSS:Decision Supporting System)
- 전략정보시스템(SIS:Strategic Information System)
- 전문가 시스템(ES:Expert System)
- 전자자료처리시스템(EDPS:Electronic Data Processing System)
- 정보보고시스템(IRS:Information Reporting System)
- 중역정보시스템(EIS:Excutive Infomation System)
- 집단의사결정시스템(GDSS:Group Decision Support System)
- 고객관계관리(CRM:Customer Relationship Management)
- 전사적 자원 관리(ERP:Enterprise Resource Planning)

## 같이 보기
- 경영통계학
- 경영 정보 시스템
- 비즈니스 인텔리전스